# Каулония
Кауло̀ния (на италиански: Caulonia, до 1862 г. Castelvetere, Кастелветере) е градче и община в Южна Италия, провинция Реджо Калабрия, регион Калабрия. Разположено е на 298 m надморска височина. Населението на общината е 7026 души (към 2012 г.).